# マリオクラッシュ
『マリオクラッシュ』（英: Mario Clash）とは任天堂から発売されたバーチャルボーイ用のゲームソフト。1995年9月28日に発売。

## 概要
マリオが「クラッシュハウス」という高い塔にいる敵を、ノコノコの甲羅で懲らしめるゲーム。一般的なマリオシリーズと違い、Bボタンを押すとジャンプする。なお、マリオシリーズでは数少ない宮本茂が関っていないゲームである。
当初はバーチャルボーイ専用ソフトとして『マリオブラザーズ VB』や『バーチャルボーイ マリオランド』の制作予定が告知されていたが、これらは実際に発売されることはなくお蔵入りとなり、発表されていた内容の一部が本作に受け継がれている。
ゲームボーイアドバンス用ソフト『メイド イン ワリオ』では、本作をモチーフとしたプチゲーム（5秒程度の短いゲーム）が登場する。

## ゲーム内容
マリオを操作して、制限時間内にステージ上にいる敵を全て倒すことがゲームの目的。『マリオブラザーズ』と似ている点が多いが、敵の倒し方が異なっている。
このゲームで登場する敵は、踏みつけても倒せないばかりか返り討ちに遭ってしまう（ノコノコを除く）。そこで、ノコノコの甲羅を他の敵に当てることで倒していく。
ステージは足場が手前と奥に分かれており、別の足場へは土管を使って行き来することができる。土管の上は敵が来ない安全地帯となっている。ステージをクリアしていくと、甲羅を横から当てても倒せない敵が多く出現するようになり、そのような敵は反対側の足場から甲羅を投げつけて気絶させなければならない。気絶中の敵は体当たりで蹴飛ばすことができ、反対側から甲羅を敵にぶつけるとまっすぐ跳ね返る。この性質を利用することで、縦軸がそろった2体の敵を気絶させながら同時に倒すことができる。また、跳ね返ってきた甲羅をキャッチするたびにパワーが蓄積され、横に甲羅を投げる際により遠くまで飛ぶようになる。
敵を甲羅でまとめて倒すとテクニカルボーナスが別に集計され、最大7倍までボーナスが付く。また、敵を倒すと減っていくカウントが0になるとパワーアップキノコが出現し、キノコを取ると(甲羅をぶつけてもよい)一定時間甲羅が貫通するようになり、あらゆる敵を一撃で倒すことができるようになる。パワーアップ中に敵を倒した際のテクニカルボーナスは2倍からスタートする。
すべての敵を倒すとステージクリアとなり、難易度が上がった次のステージが始まる。しかし、ある程度クリアすると難易度の上昇が大きくなり、最終的に手に負えないほどの高難易度になる。

## 評価
ファミコン通信の「クロスレビュー」では6、6、6、6の24点。